# If I Ever Lose My Faith in You

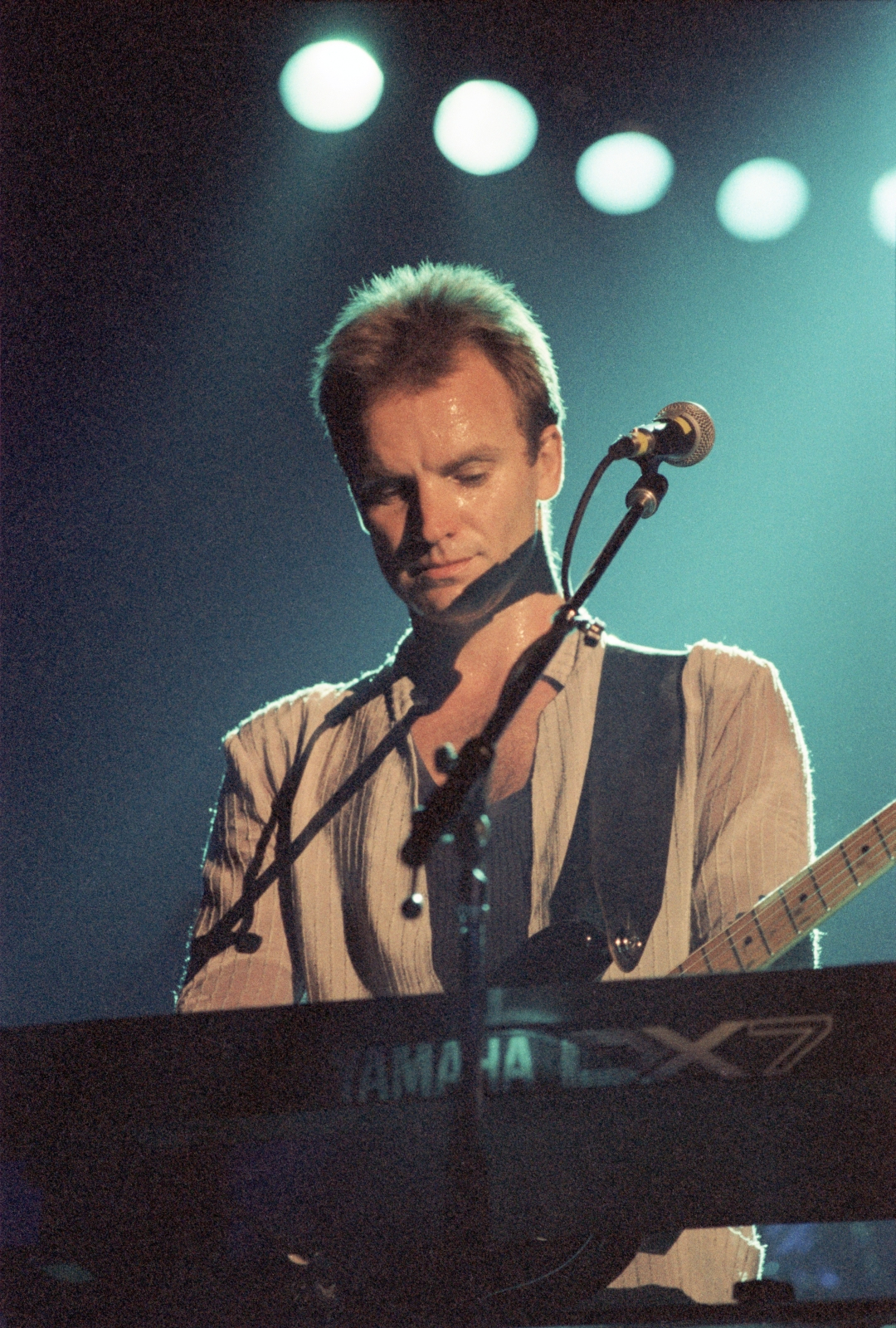
Sting (1986)

If I Ever Lose My Faith in You ist ein Lied des englischen Sängers Sting. Er wurde im Februar 1993 als erste Single aus seinem vierten Studioalbum Ten Summoner’s Tales veröffentlicht und erreichte Platz 17 in den US Billboard Hot 100.
1994 gewann Sting mit dem Song einen Grammy Award für die beste männliche Pop-Gesangsdarbietung und wurde sowohl für die Platte des Jahres als auch für den Song des Jahres nominiert. Seit der Veröffentlichung ist der Song auf allen Kompilationsalben von Sting enthalten.

## Komposition
Laut Sting wurde der Song auf dem Klavier geschrieben und enthält im Intro eine dissonante  verminderte Quinte:

„Es beginnt mit einer verminderte Quinte. Eine verminderte Quinte ist ein interessanter Akkord, weil er von der Kirche verboten wurde. Man nennt ihn Tritonus, und er wurde von der Kirche verboten - er war die Musik des Teufels. Die Bluesmusik basiert auf dem Dreiklang, und in der geistlichen Musik des Mittelalters verbot der Papst den Tritonus, die verminderte Quinte. Das ist beunruhigend. Da fühlt man sich unwohl. Also fangen wir so an, damit man denkt, dass es schon eine Weile läuft, aber das ist es nicht.“

Das „You“ im Titel des Songs wird von Sting nicht identifiziert, da er erklärte, dass er es für wichtig hielt, nicht darauf hinzuweisen, um was es sich genau handelt, damit die Zuhörer sich besser mit dem Song identifizieren können:

„Der Song besteht aus zwei verschiedenen Teilen. Der erste Teil handelt von den Dingen, an die ich den Glauben verloren habe. Es ist ziemlich einfach, die Dinge zu benennen, an die ich den Glauben verloren habe - Politik, Medien, Wissenschaft, Technologie, die Dinge, die jeder hat, und doch habe ich, wie die meisten anderen Menschen auch, eine große Hoffnung und das Gefühl, dass die Dinge besser werden und besser werden können. Worauf setzen wir also unseren Glauben? Ich kann das nicht so einfach definieren, wie ich definieren kann, woran ich nicht mehr glaube. Ich habe es also nicht definiert, ich habe nur gesagt, wenn ich jemals meinen Glauben an dich verliere, und "dich" könnte mein Erzeuger sein, es könnte der Glaube an Gott sein, es könnte der Glaube an mich selbst sein, oder es könnte der Glaube an die romantische Liebe sein. Es könnte all diese Dinge sein, ich definiere es nicht. Ich denke, es ist wichtig, es nicht zu definieren, denn sobald man etwas definieren kann, verflüchtigt es sich. Ich denke, dass es in der heutigen Zeit, in der uns das Musikfernsehen vorschreibt, worum es in einem bestimmten Lied geht, wichtig ist, dass die alte Mehrdeutigkeit, die Lieder hatten, beibehalten werden kann.“

## Charts und Chartplatzierungen
| ChartsChartplatzierungen       | Höchstplatzierung | Wochen |
| ------------------------------ | ----------------- | ------ |
| Deutschland (GfK)              | 31 (20 Wo.)       | 20     |
| Schweiz (IFPI)                 | 16 (16 Wo.)       | 16     |
| Vereinigtes Königreich (OCC)   | 14 (6 Wo.)        | 6      |
| Vereinigte Staaten (Billboard) | 17 (20 Wo.)       | 20     |

| ChartsJahrescharts (1993)      | Platzierung |
| ------------------------------ | ----------- |
| Vereinigte Staaten (Billboard) | 96          |

## Coverversionen
Im Jahr 2009 coverte der Jazz-Trompeter Chris Botti das Lied mit Sting als Sänger. Der Song wurde auf dem Album Chris Botti in Boston veröffentlicht. Die amerikanische Sängerin Lady Gaga sang den Song auch beim Kennedy-Preis 2014, bei denen Sting zu den Geehrten gehörte. Die amerikanische Metal-Band Disturbed veröffentlichte 2020 eine Coverversion.